# Lucian Msamati
Lucian Gabriel Wiina Msamati (ur. 5 marca 1976 w Londynie) – brytyjski aktor zimbabwskiego pochodzenia.

## Życiorys
Lucian Msamati urodził się 5 marca 1976 roku w szpitalu św. Tomasza w Londynie. Po narodzinach jego rodzice, ojciec doktor, a matka pielęgniarka, wychowywali go w Zimbabwe. Po ukończeniu Prince Edward School w Harare, Lucian studiował od 1995 do 1997 roku kierunek języka francuskiego i portugalskiego na University of Zimbabwe.
W 1994 roku Lucian Msamati wraz z kilkoma szkolnymi przyjaciółmi założył Over the Edge Theatre Company, zimbabwejską grupą teatralną, w Harare. W grudniu 2004 roku zespół świętował 10-lecie, odbywając tournée po Europie, Stanach Zjednoczonych i RPA. W latach 1998–2001 występowali na festiwalu teatrów ulicznych w Edynburgu, a niektóre sztuki został napisane przez Msamati.

## Życie prywatne
Msamati przeprowadził się w 2003 na stałe do Wielkiej Brytanii. Jest żonaty, ma dwójkę dzieci, syna i córkę.

## Filmografia

### Filmy
- 2009: The International jako generał Charles Motomba
- 2016: Seekers jako Yusuf
- 2019: Kłamstwo doskonałe jako Beni
- 2020: Złodziej jako Victor
- 2022: Patrz jak kręcą jako Max Mallowan
- 2024: Konklawe jako kardynał Adeyemi

### Telewizja
- 2008: Kobieca Agencja Detektywistyczna nr 1 jako JLB Matekoni
- 2012: The Hollow Crown jako biskup Carlise (1 sezon, odc. 1 pt. Richard II)
- 2017:
  - Philip K. Dick's Electric Dreams jako reżyser (1 sezon, odc. 4 pt. Crazy Diamond)
  - Urban Myths jako Herbert Muhammed
  - Tabu jako George Chichester (sezon 1, odc. 5–8)
- 2018:
  - Black Earth Rising jako David Runihura
  - Kto zabił Kiri jako Tobi Akindele (sezon 1, odc. 1–4)
- 2019: Mroczne materie jako John Faa (sezon 1, odc. 1 pt. Lyra's Jordan)
- 2020: Gadające głowy jako Wilfred Paterson
- 2022: Gangi Londynu jako Ed Dumani (sezon 1, odc. 1–4, 6–9, sezon 2, odc. 1–8)
- 2023: Chemia śmierci jako Henry Maitland